# Vincent Gessler
 (septembre 2018).
Œuvres principales
- Cygnis

Vincent Gessler, né le 26 novembre 1976 à Sierre, est un écrivain et scénariste suisse.

## Biographie
Vincent Gessler vit à Genève, où il a suivi des études de Lettres (Master spécialisé en histoire médiévale). Ce « passionné d’histoire et de sciences » a, entre autres, pour centres d'intérêt l'archéologie et le jeu vidéo. Dans sa jeunesse, il affirme avoir baigné « dans la proximité des livres et de la lecture », mais il décide de se consacrer à l'écriture après « le décès d’un ami très proche » avec lequel il avait un « imaginaire commun ». À l'issue d'un concours de nouvelles, c'est dans la revue suisse Archipel qu'il voit son premier texte publié en 2003. Dans ce numéro intitulé Îles sur le toit du monde et sous-titré Une anthologie romande de science-fiction, son texte La déesse Blanche s'inscrit, selon Patrick Gyger, dans « l'avènement d'une nouvelle génération d'acteurs de la scène SF locale ».
Son premier roman, Cygnis, paru en 2010 aux éditions L’Atalante, a été nommé à une dizaine de prix littéraires et a reçu le prix Julia-Verlanger 2010 et le prix européen Utopiales des pays de la Loire 2010. Ce récit post-apocalyptique, poétique et humaniste, est inspiré par des « récits mythologiques » et des « figures médiévales ». Parmi ses influences pour ce roman, il cite notamment des auteurs de l'antiquité comme « Jules César, Pline, Tite-Live et Sénèque ». Le roman est également un succès public puisqu'il figure dans les meilleures ventes de littérature de l'imaginaire en 2010 et que deux réimpressions ont eu lieu en moins de deux ans.
En 2010, il travaillait pour l'Université de Genève, dans le domaine de la formation continue,.

## Publications
Romans
- Cygnis, L'Atalante, La Dentelle du cygne, mars 2010.
- Mimosa, L'Atalante, La Dentelle du cygne, février 2012.

Anthologie
- Dimension Suisse : anthologie de science-fiction et de fantastique romande, en collaboration avec Anthony Vallat, Rivière Blanche, n° Fusée 11, avril 2010.

Nouvelles
- 2003 : La Déesse blanche, publié dans Iles sur le toit du monde : une anthologie romande de science-fiction, Archipel n° 24, 2003.
- 2004 : La Tête dans le sable, publié dans Horrifique, (St-Jean, Québec) n° 41, 2004.
- 2006 : Fractal, publié dans Utopiae 2006, L'Atalante, Nantes.
- 2006 : Au bord de l'Abyme, publié dans Lunatique n° 73, Eons, novembre 2006.
- 2006 : Genève en 2106, publié dans Tribune de Genève, édition du 12.07.2006, Genève.
- 2007 : Les Risques du métier, publié dans Lunatique n° 77, Eons, décembre 2007.
- 2008 : Retour aux sources, publié dans Les tribulations d'un voyageur helvétique, Éditions Zoé, 2008.
- 2010 : Miroirs du Ciel, publié dans Utopiales 2010, ActuSF, 2010.
- 2012 : Où vont les reines, publié dans Reines & Dragons, Mnémos, 2012.
- 2012 : Les Derniers Matins du monde, publié dans Le Courrier, édition du 22.12.2012, Genève.
- 2013 : Voyager I, publié dans La Tribune de Genève, édition du 5.10.2013, Genève.
- 2015 : Le Journal d'Emma, feuilleton en 6 parties, publié dans Le Temps, du 23.11.2015 au 28.11.2015, Genève[7].
- 2016 : Adar - Retour à Yirminadingrad, participation à l'ouvrage collectif, éditions Dystopia, octobre 2016.
- 2021 : Le monde de Moïra, publié dans la revue  Horizons, magazine suisse de la recherche scientifique, édition du 03.06.2021[8].

Scénario de bande-dessinée
- Éclipse, dessin de Laurence Suhner in Pompiers volontaires, Ouvrage collectif, Conception Georges Pop et Christina Kitsos, septembre 2006.
- L'Envol, dessin de Krum et Le Voile, dessin de Valp in Mes Semblables, ouvrage Collectif, éditeur ACOR SOS Racisme Suisse, mars 2007[9].

Scénario de cinéma
- 2005 : Le bon moment, court-métrage réalisé par Christophe Billeter et Pascal Knoerr[10].
- 2019 : The Fox and the Bird, court-métrage d'animation, 12 minutes, réalisé par Sam et Fred Guillaume Source : https://www.youtube.com/watch?v=Jm0MLlE4x0U

## Prix littéraires
- Prix Julia-Verlanger 2010 obtenu pour Cygnis.
- Prix européen Utopiales des pays de la Loire 2010 obtenu pour Cygnis.
- Prix Futuriales 2010 : nomination et finaliste pour Cygnis
- Grand Prix de l'Imaginaire 2011 : nomination et finaliste pour Cygnis
- Prix Rosny aîné 2011 : nomination et finaliste pour Cygnis
- Prix Bob-Morane 2011 : nomination et finaliste pour Cygnis
- Prix Complètement livres 3e édition : sélection de Cygnis[11]